# My Blood (canção)
"My Blood" é uma canção do duo musical norte-americano Twenty One Pilots, gravada para o seu quinto álbum de estúdio Trench. O seu lançamento ocorreu em 27 de agosto de 2018, através da Fueled by Ramen, servindo como quarto single do disco. A sua composição e produção estiveram a cargo dos dois membros do grupo.

## Desempenho comercial

### Posições nas tabelas musicais
| Tabela musical (2018)                             | Melhor posição |
| ------------------------------------------------- | -------------- |
| Bélgica - Ultratip (Flandres)                     | 24             |
| Bélgica - Ultratip (Valónia)                      | 18             |
| Estados Unidos - Billboard Bubbling Under Hot 100 | 16             |
| Estados Unidos - Billboard Rock Songs             | 8              |
| Irlanda - Top 100 Singles                         | 61             |
| Reino Unido - UK Singles Chart                    | 62             |